# خانه سعدا مصلح‌آبادی
منزل سعدا مصلح آبادی مربوط به دوره قاجار است و در شهرستان اراک، بخش مرکزی، دهستان مشهد میقان، روستای مصلح آباد واقع شده و این اثر در تاریخ ۱۸ اسفند ۱۳۸۷ با شمارهٔ ثبت ۲۵۳۷۹ به‌عنوان یکی از آثار ملی ایران به ثبت رسیده است.